# Primera B Nacional 2012-2013
La Primera B Nacional 2012-2013 è stata la 27ª edizione del campionato argentino di calcio di seconda divisione. È iniziata il 10 agosto 2012 ed è terminata il 15 giugno 2013.
A partire da questa edizione sono stati soppressi i playoff per la promozione in massima serie, cui accedono direttamente le prime tre classificate. Analogo discorso per quanto concerne i play-out in vista dell'allargamento dell'organico a 22 squadre a partire dalla stagione successiva: a retrocedere sono le due peggiori squadre per media punti (promedio).

## Squadre partecipanti
Le nuove compagini che hanno preso parte al torneo sono Sarmiento e Nueva Chicago, promosse dalla Primera B Metropolitana, Douglas Haig e Crucero del Norte, promosse dal Torneo Argentino A, oltre ad Olimpo e Banfield, retrocesse dalla Primera División.
| Club                    | Città                 |
| ----------------------- | --------------------- |
| Aldosivi                | Mar del Plata         |
| Almirante Brown         | Isidro Casanova       |
| Atl. Tucumán            | San Miguel de Tucumán |
| Banfield                | Banfield              |
| Boca Unidos             | Corrientes            |
| Crucero (M)             | Posadas               |
| Defensa y Justicia      | Florencio Varela      |
| Dep. Merlo              | Parque San Martín     |
| Douglas Haig            | Pergamino             |
| Ferro Carril Oeste      | Buenos Aires          |
| Gimnasia (J)            | San Salvador de Jujuy |
| Gimnasia (LP)           | La Plata              |
| Huracán                 | Buenos Aires          |
| Independiente Rivadavia | Mendoza               |
| Instituto (C)           | Córdoba               |
| Nueva Chicago           | Buenos Aires          |
| Olimpo                  | Bahía Blanca          |
| Patronato               | Paraná                |
| Rosario Central         | Rosario               |
| Sarmiento (J)           | Junín                 |

## Classifica
Aggiornata al 17 giugno 2013.
|  | Pos. | Squadra                 | Pt | G  | V  | N  | P  | GF | GS | DR  |
|  | ---- | ----------------------- | -- | -- | -- | -- | -- | -- | -- | --- |
|  | 1.   | Rosario Central         | 74 | 38 | 22 | 8  | 8  | 51 | 29 | +22 |
|  | 2.   | Gimnasia (LP)           | 73 | 38 | 21 | 10 | 7  | 53 | 25 | +28 |
|  | 3.   | Olimpo                  | 66 | 38 | 18 | 12 | 8  | 43 | 23 | +20 |
|  | 4.   | Banfield                | 58 | 38 | 16 | 10 | 12 | 45 | 39 | +6  |
|  | 5.   | Sarmiento (J)           | 58 | 38 | 15 | 13 | 10 | 40 | 34 | +6  |
|  | 6.   | Defensa y Justicia      | 57 | 38 | 15 | 12 | 11 | 45 | 46 | -1  |
|  | 7.   | Patronato               | 56 | 38 | 15 | 11 | 12 | 42 | 40 | +2  |
|  | 8.   | Huracán                 | 54 | 38 | 15 | 9  | 14 | 44 | 41 | +3  |
|  | 9.   | Atl. Tucumán            | 51 | 38 | 12 | 15 | 11 | 45 | 40 | +5  |
|  | 10.  | Gimnasia (J)            | 50 | 38 | 12 | 14 | 12 | 25 | 29 | -4  |
|  | 11.  | Douglas Haig            | 49 | 38 | 13 | 10 | 15 | 43 | 44 | -1  |
|  | 12.  | Independiente Rivadavia | 48 | 38 | 12 | 12 | 14 | 33 | 36 | -3  |
|  | 13.  | Almirante Brown         | 46 | 38 | 11 | 13 | 14 | 43 | 45 | -2  |
|  | 14.  | Boca Unidos             | 45 | 38 | 12 | 9  | 17 | 32 | 37 | -5  |
|  | 15.  | Crucero (M)             | 45 | 38 | 11 | 12 | 15 | 31 | 40 | -9  |
|  | 16.  | Aldosivi                | 44 | 38 | 10 | 14 | 14 | 37 | 45 | -8  |
|  | 17.  | Ferro Carril Oeste      | 43 | 38 | 9  | 16 | 13 | 29 | 32 | -3  |
|  | 18.  | Instituto (C)           | 39 | 38 | 8  | 15 | 15 | 33 | 41 | -8  |
|  | 19.  | Dep. Merlo              | 37 | 38 | 10 | 7  | 21 | 30 | 57 | -27 |
|  | 20.  | Nueva Chicago           | 31 | 38 | 7  | 10 | 21 | 33 | 54 | -21 |

Legenda:

      Promosse in Primera División 2013-2014
Note:

Tre punti a vittoria, uno a pareggio, zero a sconfitta.

### Retrocessioni
Le squadre con affiliazione diretta all'AFA, cioè quelle provenienti dalla città di Buenos Aires, dalla sua area metropolitana e dalla città di Rosario, vengono retrocesse in Primera B Metropolitana, mentre quelle con affiliazione indiretta vengono relegate nel Torneo Argentino A.
Le due squadre con il peggior promedio retrocedono nel torneo corrispondente alla propria affiliazione.
| #  | Squadra                 | 2010–11 | 2011–12 | 2012–13 | Totale Punti | G   | Media Punti | Affiliazione |
| -- | ----------------------- | ------- | ------- | ------- | ------------ | --- | ----------- | ------------ |
| 1  | Olimpo                  | 0       | 0       | 66      | 66           | 38  | 1.737       | Indiretta    |
| 2  | Rosario Central         | 50      | 69      | 74      | 193          | 114 | 1.693       | Diretta      |
| 3  | Gimnasia (LP)           | 0       | 54      | 73      | 127          | 76  | 1.671       | Diretta      |
| 4  | Banfield                | 0       | 0       | 58      | 58           | 38  | 1.526       | Diretta      |
| 5  | Sarmiento (J)           | 0       | 0       | 58      | 58           | 38  | 1.526       | Diretta      |
| 6  | Patronato               | 50      | 56      | 56      | 162          | 114 | 1.421       | Indiretta    |
| 7  | Instituto (C)           | 51      | 70      | 39      | 160          | 114 | 1.404       | Indiretta    |
| 8  | Boca Unidos             | 52      | 57      | 45      | 154          | 114 | 1.351       | Indiretta    |
| 9  | Defensa y Justicia      | 43      | 54      | 57      | 154          | 114 | 1.351       | Diretta      |
| 10 | Almirante Brown         | 52      | 55      | 46      | 153          | 114 | 1.342       | Diretta      |
| 11 | Huracán                 | 0       | 46      | 54      | 100          | 76  | 1.316       | Diretta      |
| 12 | Aldosivi                | 52      | 53      | 44      | 149          | 114 | 1.307       | Indiretta    |
| 13 | Douglas Haig            | 0       | 0       | 49      | 49           | 38  | 1.289       | Indiretta    |
| 14 | Ferro Carril Oeste      | 47      | 56      | 43      | 146          | 114 | 1.281       | Diretta      |
| 15 | Atl. Tucumán            | 51      | 42      | 51      | 144          | 114 | 1.263       | Indiretta    |
| 16 | Gimnasia (J)            | 54      | 34      | 50      | 138          | 114 | 1.211       | Indiretta    |
| 17 | Crucero (M)             | 0       | 0       | 45      | 45           | 38  | 1.184       | Indiretta    |
| 18 | Independiente Rivadavia | 40      | 45      | 48      | 133          | 114 | 1.167       | Indiretta    |
| 19 | Dep. Merlo              | 51      | 43      | 37      | 131          | 114 | 1.149       | Diretta      |
| 20 | Nueva Chicago           | 0       | 0       | 31      | 31           | 38  | 0.816       | Diretta      |

Aggiornato al 17 giugno 2013. Fonte: AFA